# Кулой (приток на Бяло море)
Кулой (на руски: Кулой) е река в Архангелска област на Русия, вливаща се в Бяло море. Дължина 235 km, с река Сотка 350 km. Площ на водосборния басейн 19 000 km².
За начало на река Кулой се приема устието на левия ѝ приток Сотка (115 km), вливаща се в нея на 12 m н.в., на 2 km северозападно от село Тайга, в североизточната част на Архангелска област. По цялото си протежение Кулой тече в северна посока в широка и плитка, силно заблатена долина с много малка денивелация 0,05 m/km. Влива се чрез естуар дълъг 30 km в южната част на залива Мезенска губа на Бяло море. Основни притоци: леви – Сотка (115 km), Кьолда (104 km), Полта (168 km), Ежуга (88 km), Лака (157 km), Сояна (140 km), Поча (66 km); десни – Немнюга (201 km). Има смесено подхранване с преобладаване на снежното. Среден годишен отток в горното течение 34 m³/s. В устието ѝ, на 90 km нагоре по течението навлизат морски приливи. Замръзва през октомври, а се размразява през май. Плавателна е за плиткогазещи съдове по цялото си протежение. Съединена е чрез плавателния канал „Кулой“, дълъг 6 km с течащата южно от нея река Пинега (десен приток на Северна Двина. По течението ѝ са разположени само 4 малки населени места – селата Красни Бор, Кулой, Кареполе и Долгошчеле.